# Línea Barcelona-Vilanova-Valls
La línea Barcelona-Vilanova-Valls es una línea de ferrocarril de 91,8 kilómetros de longitud que transcurre por la costa catalana uniendo las ciudades de Barcelona, Villanueva y Geltrú, Valls, y Picamoixons, enlazando con la Línea Tarragona-Reus-Picamoixons-Lérida, y las respectivas comarcas.

## Historia

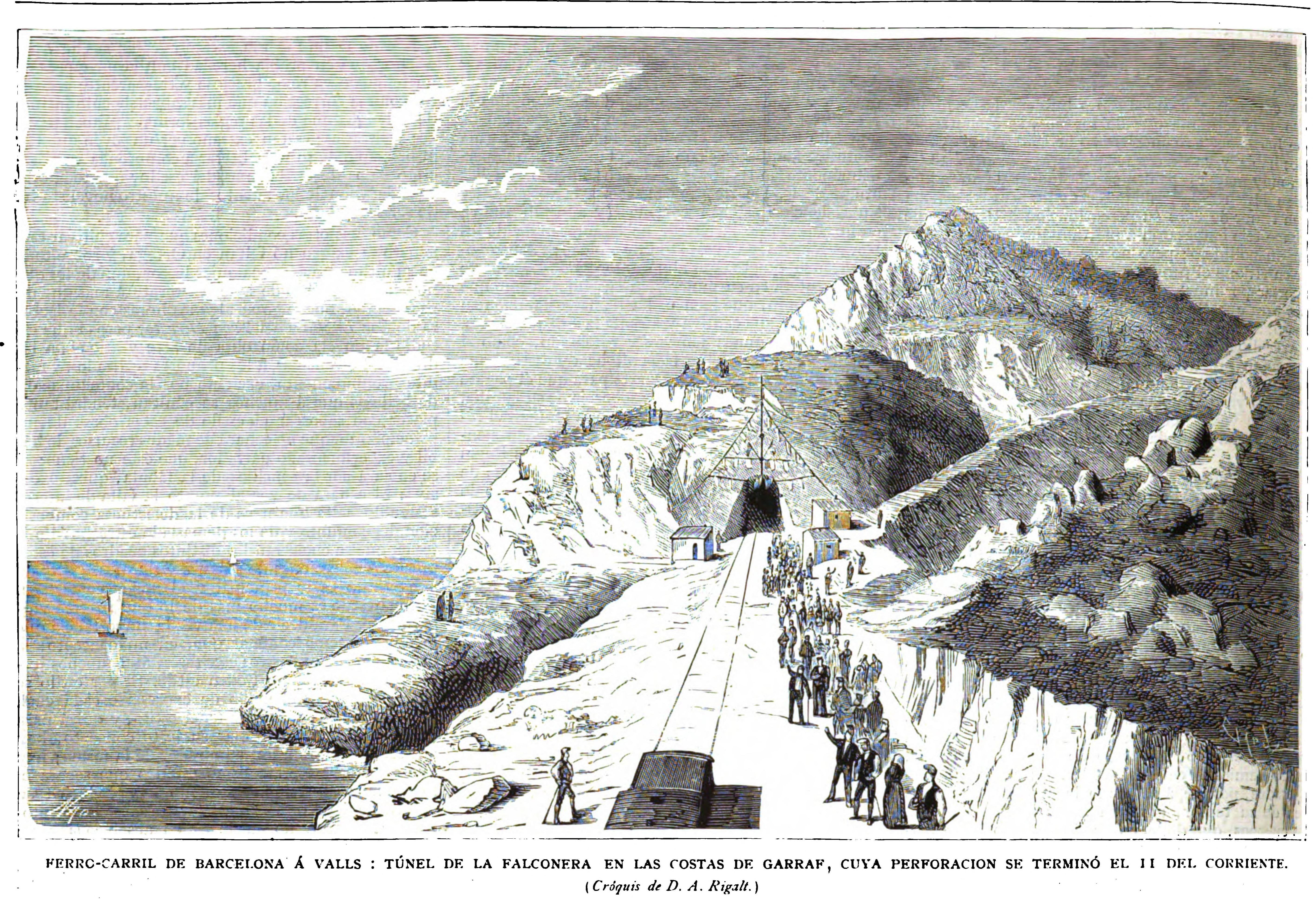
Túnel de la Falconera junto a Garraf (La Ilustración Española y Americana, 1880)

Esta línea fue construida por la Compañía de los Ferrocarriles de Valls a Vilanova y Barcelona (VVB) y fue inaugurada en 1881, esta misma compañía fue la que construyó la Línea Reus - Falset - Mora - Ribarroja - Fayón. Finalmente la compañía fue absorbida por Compañía de los Ferrocarriles de Tarragona a Barcelona y Francia

## Recorrido
Esta línea parte de la bifurcación que hay entre la estación de Sants y la Estación de Hospitalet de la Línea Barcelona-Martorell-Villafranca-Tarragona, después marcha dirección al Prat de Llobregat, donde después se separa de la Línea El Prat-Aeropuerto. En la estación de San Vicente de Calders enlaza de nuevo con la Línea Barcelona-Martorell-Villafranca-Tarragona pero enseguida parte hacia Valls. En Roda de Barà hay una conexión y un cambiador de ancho con la LAV Madrid - Zaragoza - Barcelona - Frontera Francesa y finalmente la línea termina en la Plana de Picamoixons enlazando con la Línea Tarragona-Reus-Picamoixons-Lérida.

## Servicios
Antiguamente la estación terminal de la línea estaba situada en las Hortes de Sant Beltran, junto a las Atarazanas, pero desapareció cuando se unificó la línea con la Línea Barcelona-Martorell-Villafranca-Tarragona, haciendo que después del Prat subiese hacia Bellvitge para unirse a esta línea y entrar a la estación de Sants.
Por esta línea circulaba la línea de trenes de la R10 de Cercanías Barcelona que unían el Aeropuerto con la Estación de Francia, pero desde 2009 este servicio ha quedado asumido por la R2Nord. Desde San Vicente de Calders hacia Barcelona circula la R2Sud de Rodalies de Catalunya para después ir hacia Massanet-Massanas. También circulan trenes de media distancia y larga distancia. 